# CANT Z.501
CANT Z.501 Gabbiano (pol. mewa) – włoska łódź latająca zaprojektowana i zbudowana w wydziale lotniczym stoczni Cantieri Riuniti dell’Adriatico (C.R.D.A.) w Monfalcone koło Triestu, używana podczas II wojny światowej.

## Historia
Pierwsza konstrukcja inżyniera Filippo Zappaty w C.R.D.A., zrealizowana na zamówienie włoskiego Ministerstwa Lotnictwa na rozpoznawczo-bombową łódź latającą dalekiego zasięgu. Prototyp oblatany 7 marca 1934 roku przez znanego oblatywacza i pilota wyczynowego Mario Stoppaniego.
Ten sam pilot wykonał później kilka rekordowych przelotów na Z.501: 18 października 1934 roku przeleciał z Triestu do Massawy w Erytrei, pokonując trasę 4133 km w ciągu 26 godzin i 35 minut, a w lipcu 1935 roku dokonał przelotu z Monfalcone do Berbery w Somalii na dystansie 4966 km.

## Użycie w lotnictwie wojskowym
Produkcja Z.501 na potrzeby Regia Aeronautica rozpoczęła się w 1935 roku. W chwili przystąpienia Włoch do II wojny światowej 10 czerwca 1940 roku w służbie znajdowały się 202 egzemplarze samolotu, pełniące służbę patrolową i ratowniczą. Do września 1943 roku zbudowano łącznie 454 maszyny, z których kilkadziesiąt pozostałych w służbie po kapitulacji Włoch 8 września było używane zarówno w lotnictwie Włoskiej Republiki Socjalnej jak i w Aviazione Cobelligerante Italiana.
W 1937 roku kilka samolotów tego typu wspierało działania lotnictwa frankistowskiego w hiszpańskiej wojnie domowej, startując z bazy na Majorce. Zostały one następnie przekazane lotnictwu hiszpańskiemu.
W latach 1938–1939 kilka samolotów zakupiła również Rumunia do swoich eskadr rozpoznawczych na Morzu Czarnym.

## Konstrukcja
Łódź latająca, górnopłat konstrukcji drewnianej, kadłub pokryty od dołu sklejką, od góry płótnem, płat również drewniany, kryty płótnem. Napęd samolotu stanowił jeden silnik gwiazdowy Isotta Fraschini ASSO XI o mocy 900 KM. Załoga 4-5 osób: pilot, nawigator i dwaj lub trzej strzelcy pokładowi. Samolot był uzbrojony w trzy ruchome karabiny maszynowe Breda-SAFAT kal. 7,7 mm w stanowiskach strzeleckich: na górze gondoli silnikowej, na grzbiecie tyłu kadłuba oraz na dziobie. Pod skrzydłami znajdowały się zaczepy dla czterech bomb lotniczych o masie po 160 kg.